# Shelby Blackstock
Shelby Steven McEntire Blackstock (Nashville, 23 de fevereiro de 1990) é um automobilista norte-americano.

## Carreira
Iniciou a carreira na escola de pilotagem do ex-piloto Bob Bondurant, tendo se profissionalizado em 2011, correndo na Continental Tire Sports Car Challenge, a bordo de um Ford Mustang. No mesmo ano, competiu na Skip Barber National Championship, ficando em quinto lugar.
Em 2012, disputou a temporada da U.S. F2000 pela Andretti Autosport, terminando o campeonato na oitava posição. Ainda disputou 2 temporadas da Pro Mazda pelo mesmo time, obtendo o terceiro lugar em 2013 e o quarto posto no ano seguinte.

## Indy Lights
Em 2015, continuou vinculado à Andretti Autosport, desta vez na Indy Lights. Seu melhor resultado foi um terceiro lugar na etapa de Mid-Ohio.

## Vida pessoal
Blackstock é filho da cantora Reba McEntire, e seu meio-irmão, Brandon Blackstock, é casado com a também cantora Kelly Clarkson.